# Chrusty (Rawa)
Pour les articles homonymes, voir Chrusty.
Chrusty est une localité polonaise de la gmina et du powiat de Rawa Mazowiecka en voïvodie de Łódź.